# 迫害
迫害（はくがい、英: persecution）とは、力で弾圧・排斥する行為を言う。現在では主に宗教的迫害、人種・民族的迫害、政治的迫害の3つの意味で用いられる。

## 迫害の例

### 宗教
- イスラム教(ムスリム) - イスラム教徒に対する迫害（英語版）
- キリスト教(クリスチャン) - クリスチャンへの迫害（英語版）。創設期の迫害については新約聖書でのクリスチャンへの迫害（英語版）にもユダヤ教ファリサイ派等が行った迫害が書かれるほか、プロテスタントなどの派閥争い、他宗教地域との軋轢、政治的なものもあった。日本におけるキリスト教禁止令など
- 無神論者 - 無神論者への差別（英語版）
- バハイ教 - バハーイー教徒に対する迫害
- ヒンズー教 - ヒンズー教徒に対する迫害（英語版）
- 法輪功 - 法輪功に対する迫害（英語版）
- ユダヤ教（ユダヤ人） - ユダヤ人に対する迫害（英語版）、ホロコースト

### 人種差別
戦争前後の民族への迫害（日系人の強制収容、ドイツ人への迫害）、先住民への迫害の例（先住民の虐殺、アボリジニへの迫害。インディアンへのサンドクリークの虐殺など）
- ロマ(en:Antiziganism)、
- ロヒンギャ（仏教徒地域における少数イスラム教徒への迫害）
- タミル人

### 病気
- アルビノ(アルビノへの迫害（英語版）)
- ハンセン病
- 自閉症（自閉症への差別（英語版））
- 精神障害（T4作戦）